# 菲絲·奧加洛
菲絲·萬吉庫·奧加洛（Faith Wanjiku Ogallo，1995年2月3日—）是一名象牙海岸女子跆拳道運動員。她曾經獲得2019年非洲運動會跆拳道比賽女子73公斤以上級銀牌。

## 外部連結
- TaekwondoData.com （页面存档备份，存于）